# Raoul-Louis Mattei
Pour les articles homonymes, voir Mattei.
Raoul-Louis Mattei né le 12 juin 1921 à Marseille et mort le 21 novembre 2004 à Nice est un entrepreneur et dirigeant français de société. Il est le fondateur de la société de location automobile Europcar en 1949, sous le nom de : « l’Abonnement Automobile ». Auteur d'ouvrages sur la franc-maçonnerie à laquelle il appartient au travers de le Grande Loge de France à partir de 1956, il rejoint en 1963 la Grande Loge nationale française.

## Biographie

### Jeunesse et études
Raoul-Louis Mattei est né en juin 1921 à Marseille, il est le fils de Léon et Olga Mattei, ils ont trois enfants, Raoul-Charles, Jean-Luc et Didier. Il fait ses études au lycée Thiers et au Kensington College à Londres.

### Carrière
Il est directeur général de Europcars de 1951 à 1971.
De 1965 à 1971, il est maire de Guermantes.

### Distinctions
Chevalier de l'ordre national du Mérite

## Publications
- La face caché d'un franc-maçon : Charles Riandey, Paris, Detrad, 1991, 208 p. (ISBN 978-2-916094-15-1)
- Chronique d'un schisme maçonnique contemporain, Paris, Detrad, 1994, 336 p. (ISBN 978-2-916094-16-8)
- Mémoires d'un maçon franc : le "marégaut" obédientiel français, Paris, Dervy, juin 2015, 260 p. (ISBN 979-10-242-0101-6)